# Nieretencyjne nietrzymanie stolca
Nieretencyjne nietrzymanie stolca, nietrzymanie stolca bez zaparcia (ang. functional non-retentive faecal soiling, FNRFS, nonretentive encopresis)  – zaburzenie czynnościowe przewodu pokarmowego obserwowane u dzieci powyżej 4 roku życia w czasie czuwania, polegające na powtarzającym się brudzeniu bielizny kałem lub wydalaniu większej ilości kału w nieodpowiednim miejscu i czasie, bez jednoczesnego zatrzymywania (retencji) stolca. Nieretencyjne nietrzymanie stolca pojawia się u dzieci z zaburzeniami emocjonalnymi w przebiegu opóźnienia rozwoju psychicznego, trudnej sytuacji w rodzinie lub w grupie społecznej, w której dziecko przebywa. Zaburzenie nie jest zależne od chorób przewodu pokarmowego i stanów związanych z leczeniem farmakologicznym (leki przeczyszczające) lub operacyjnym.

## Epidemiologia
Częstość występowania nietrzymania stolca badano w Holandii. Stwierdzono, że pojawia się ono u 4,1% dzieci w wieku 5–6 lat oraz u 1,6% w wieku 11–12 lat. Częściej zaburzenie obserwuje się u chłopców. Występowaniu sprzyja ponadto niski status społeczno-ekonomiczny rodziny. Nie określono jednak jak często w wymienionych grupach wystąpiło konkretnie nieretencyjne nietrzymanie stolca.

## Rozpoznanie
Zaburzenie rozpoznaje się na podstawie kryteriów rzymskich III u dzieci powyżej 4 roku życia. Przez co najmniej 2 miesiące przed postawieniem diagnozy muszą być spełnione wszystkie trzy poniższe warunki:
1. oddanie stolca w nieodpowiednim miejscu co najmniej raz w miesiącu
2. brak objawów procesu zapalnego, choroby nowotworowej, wady anatomicznej lub zaburzeń metabolicznych mogących wyjaśniać zaburzenia stwierdzane u pacjenta
3. brak cech retencji stolca

U dzieci z nieretencyjnym nietrzymaniem stolca częściej niż u zdrowych stwierdza się problemy behawioralne. W badaniu przedmiotowym i dodatkowych nie stwierdza się zalegania stolca w esicy oraz odbytnicy.

## Leczenie
Postępowanie terapeutyczne polega na wyjaśnieniu rodzicom, że podłożem nieretencyjnego nietrzymania stolca są zaburzenia emocjonalne u dziecka. Zaleca się unikanie obwiniania dziecka i jednocześnie wynagradzanie go za regularne oddawanie stolca w toalecie. Niekiedy należy skorzystać z pomocy psychologa. W piśmiennictwie można znaleźć informację, że leczenie w większości przypadków wymaga długiego czasu.